# Estela funeraria de Dexíleo
La Estela funeraria de Dexíleo es la estela de la tumba de un soldado de caballería ateniense llamado Dexiíeo (en griego antiguo: Δεξίλεως) que murió en la guerra de Corinto contra Esparta en 394 a. C.. La estela se atribuye a "El escultor Dexíleo". Su creación puede fecharse en el 394 a. C., basándose en la inscripción de su parte inferior, que proporciona las fechas de nacimiento y muerte de Dexíleo. La estela está hecha de una costosa variedad de mármol pentélico y tiene 1,86 m de altura. Incluye una escultura en altorrelieve que representa una escena de batalla con una inscripción debajo. La estela fue descubierta en 1863 en la parcela familiar de Dexíleo en el cementerio del  Cerámico de Atenas. Se encontró in situ, pero fue trasladada durante la Segunda Guerra Mundial, y actualmente se expone en el Museo Arqueológico del Cerámico.

## Descripción
La estela está tallada en altorrelieve y representa a un soldado de caballería, Dexíleo, montado a caballo, cargando contra un enemigo espartano, probablemente en la Batalla de Nemea del 394 a. C. durante la guerra de Corinto. A Dexíleo se le ve en su juventud, demostrada por la ausencia de barba. Lleva un quitón, clámide y pétaso, así como crépidas en los pies. Sus vestiduras fluyen al viento mientras su caballo se encabrita hacia arriba. Dexíleos levanta un brazo para sostener una lanza, que se ha perdido de la escultura por tratarse de un accesorio de otro material. Su torso se tuerce hacia delante en posición frontal, mientras que su cabeza está en posición ¾, inclinada con la mirada hacia abajo, hacia su enemigo. En la estela faltan la lanza, las riendas y el pétaso, un sombrero de ala ancha que suelen llevar los efebos atenienses. Los restos de su presencia están marcados por manchas y agujeros de clavijas en el relieve, donde habrían estado sujetos. Debajo del caballo está el enemigo de Dexíleo, que ha caído en combate y se protege del caballo con un brazo cubriéndose la cabeza. El enemigo griego aparece en posición frontal con la cabeza levantada hacia Dexiíleo. El enemigo también aparece completamente desnudo, lo que representa su vulnerabilidad y su valía como oponente.

Dexíleo hijo de Lisanias de Tórico.

Nació bajo el  arcontado de Tisandro (es decir, año 414/3);

murió en el de Eubulides (es decir, año 394/3),

en Corinto, uno de los cinco soldados de caballería.

Esto no solo da una fecha exacta de la vida de Dexileos, sino que también describe su muerte en una batalla en Corinto. Toda la escena en relieve de la estela está bordeada en su parte superior por un frontón adornado con acrotera, lo que le da un aspecto religioso con referencia a un naiskos, un pequeño templo del orden clásico.

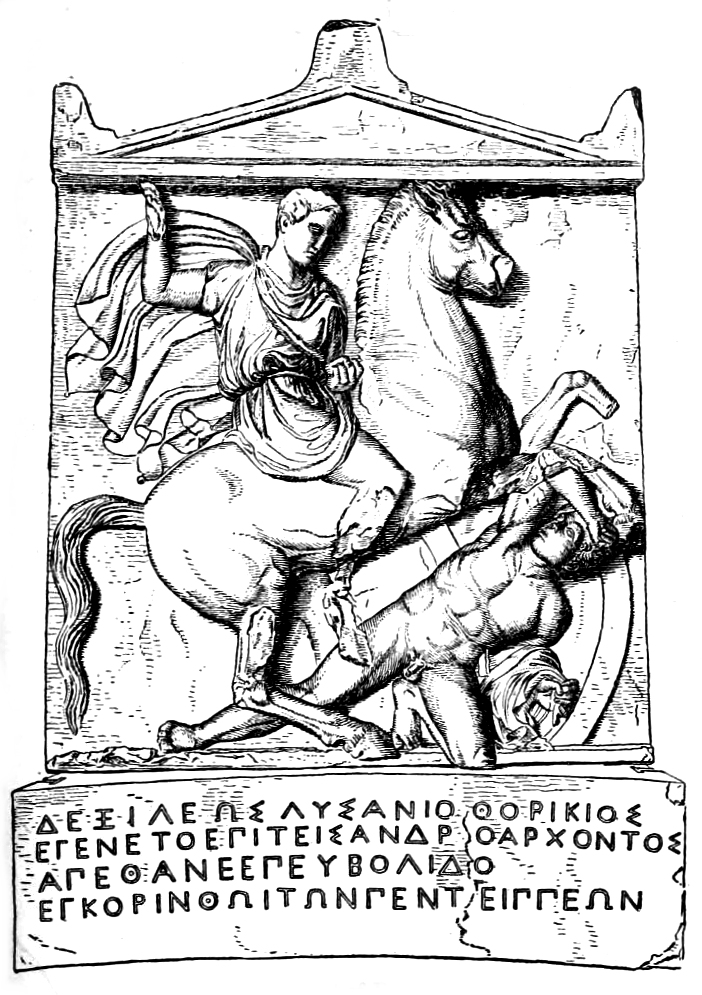
Estela de Dexíleo con inscripción (dibujo).

## Contexto
La estela de Dexíleo refleja en Atenas durante una época de caos y desorden. Tras la derrota ateniense en la guerra del Peloponeso en el 404 a. C., la democracia ateniense fue finalmente restaurada en el 403 tras el derrocamiento de los Treinta Tiranos. Atenas también se enfrentaba en ese momento a una guerra con Esparta, la guerra de Corinto. Dexíleo era un joven soldado de caballería que murió a la edad de veinte años, lo que se puede ver a través de la inscripción que revela su esperanza de vida. Dexíleo habría sido un efebo, pasando por su rito de paso para convertirse en un ciudadano de pleno derecho y democrático, como otros hombres atenienses. Este proceso incluía el servicio militar durante tres años.
Esta estela comparte características de dos ideologías distintas de la época clásica en relación con la muerte en la batalla; una es una representación muy individualista que glorifica al difunto y la otra es la inclusión de la aristocracia en la democracia ateniense y la representación de la muerte como un sacrificio por el Estado. Aunque este monumento representa al rico Dexileos triunfante, llenando de orgullo a su familia, también muestra cómo forma parte de la comunidad ateniense, sacrificando su vida por su pueblo.

## Localización

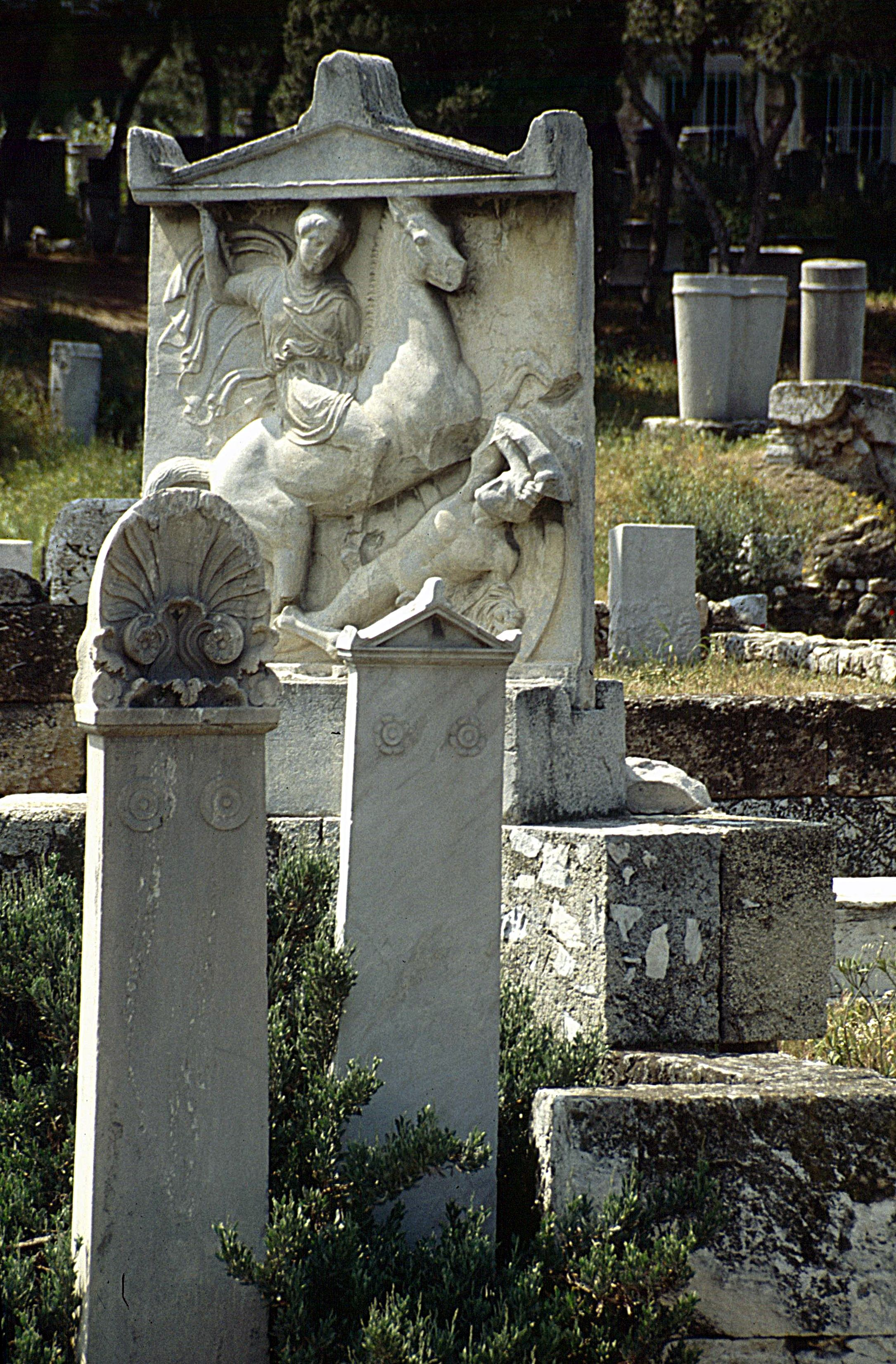
Copia de la estela en el cementerio de Dípilon, el original se encuentra en el Museo Arqueológico del Cerámico.

La estela de Dexíleo es uno de los tres monumentos del cementerio de Dipilon que honran a los guerreros atenienses. Otro monumento, el Poliandrón, honra a todos los soldados que murieron por la ciudad en un año determinado, incluido Dexíleo. Todos los restos de estos soldados, tanto los de la élite de la caballería como los de los soldados rasos menos pudientes, se mezclaban, se quemaban y se depositaban en la Demosion Sema para su entierro. Este ritual igualaba a todos los atenienses tras la muerte para crear una democracia completa e íntegra. El otro monumento honraba a todos los soldados de caballería caídos, enumerando once, incluido Dexíleo, en total. Este monumento preservaba los sacrificios de esos soldados de caballería por la democracia.

## Corona funeraria

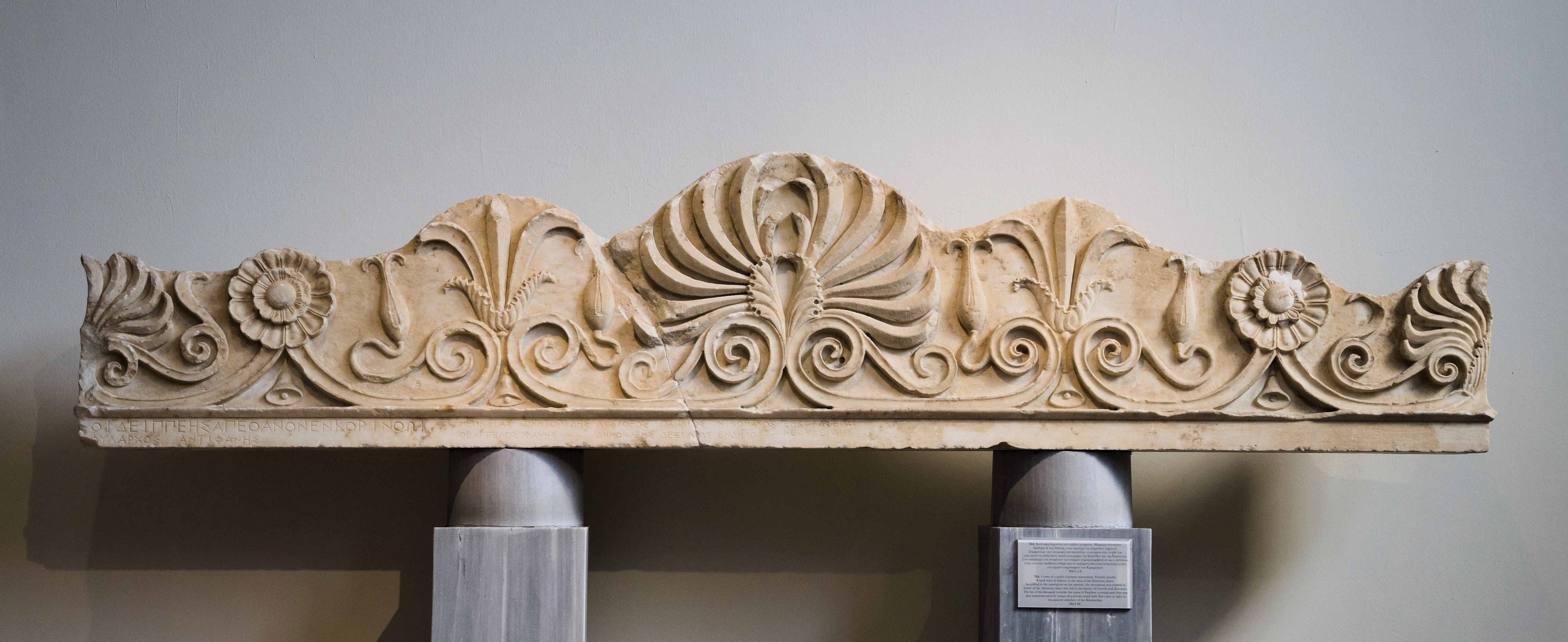
Corona funeraria con el nombre de Dexíleo en la base. 394/3 a. C. Museo Arqueológico Nacional de Atenas, N.º 754.

Se descubrió otro monumento dedicado a cinco soldados de caballería atenienses, entre ellos Dexíleo. Solo se conserva la corona del monumento funerario público, actualmente en el Museo Arqueológico Nacional de Atenas. El monumento, de mármol pentélico, fue hallado al oeste de Atenas, en la zona de la Demosion Sema. Según la inscripción del epistilo, el monumento se erigió en honor de los jinetes atenienses caídos en las batallas de Corinto y Coronea en el año 394 a. C. La lista de los caídos incluye el nombre de Dexiíleo.

## Descubrimiento
La estela fue descubierta por el arqueólogo, marchante de arte y traficante de antigüedades ateniense Athanasios Rhousopoulos en la primavera de 1863. La excavación de Rhousopoulos siguió al descubrimiento anterior, el 1 de enero de 1862 (O. S. 20 de diciembre de 1861), del naiskos funerario de Aristonautas. Junto con la cercana excavación del recinto funerario de Agatón, el descubrimiento de la estela de Dexíleo confirmó la ubicación del cementerio del Cerámico, olvidado desde la antigüedad.